# Le Faouët, Morbihan
Le Faouët är en kommun i departementet Morbihan i regionen Bretagne i nordvästra Frankrike. Kommunen ligger i kantonen Le Faouët som tillhör arrondissementet Pontivy. År 2022 hade Le Faouët 2 816 invånare.
På bretonska heter orten Ar Faoued.

## Befolkningsutveckling
Antalet invånare i kommunen Le Faouët
| Referens: INSEE |